# Chilei spanyol nyelvjárás

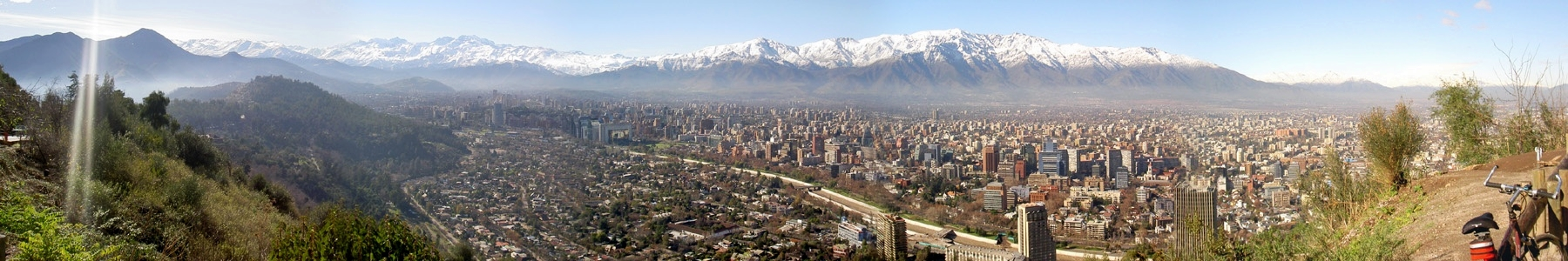
Panorámafelvétel a chilei fővárosról

A chilei spanyol nyelvjárás (español chileno) a kasztíliai spanyol nyelv Chilében beszélt változata, amelyet több mint 15 millió fő, az ország lakosságának 99%-a használ anyanyelvként vagy második nyelvként. A belső nyelvjárási tagolódásról eddig még nem készültek részletező tanulmányok; a művelt nyelvhasználat az ország egész területén viszonylag egységes, a nyelvjárási sajátosságok inkább a népies nyelvre vonatkoznak.

## Hangtani jellemzők
A chilei spanyol általános fonetikai–fonológiai tulajdonságai az alábbiakban foglalhatóak össze:
- A hangsúlytalan magánhangzók instabil volta, az e és o záródása szó végén. A jelenség szintén megfigyelhető más amerikai spanyol nyelvjárásokban.
- Az szó- és szótagvégi /-s/ a nyelvterület legnagyobb részén hehezetként valósul meg vagy kiesik, kivétel az ország északkeleti csücske, ahol archaikusabb nyelvjárást beszélnek.
- Az ll /ʎ/ és y /ʝ/ nem megkülönböztető ejtése (yeísmo) csaknem az egész országban, bár léteznek kisebb, megkülönböztető nyelvi szigetek (Talca, Quirihue, Cauquenes, Antuco, Los Ángeles, Angol, Cautín és Aisén, illetve Parinacota tartomány); olykor előfordul a megkülönböztető és a nem megkülönböztető forma egyazon beszélőnél is.
- Chilei jellegzetesség a velárisok /k, g, x/ palatalizációja e és i előtt.
- Megfigyelhető a tr csoport, illetve az -r- és -rr- asszibilációja, főleg a népies vagy hanyag nyelvben.

## Nyelvtani sajátosságok
A legfontosabb nyelvtani jellemzők a következők:
- Egyes szám második személyben a tú és a vos személyes névmást egyaránt használják. A köznyelvben alaktanilag a többes szám második személyű igealak az elterjedtebb az egyes számú tegezésnél: vos/tú estáis ’te vagy’. A tú névmást a művelt rétegek használják.
- A többi amerikai spanyol nyelvjáráshoz hasonlóan a köznyelvben inkább az analitikus jövő időt használják: voy a cantar ’énekelni fogok’; míg a művelt rétegek nyelvében a szintetikus alak dominál: cantaré (ugyanaz).

## Nyelvjárási zónák
A fent leírt jellegzetességek alapján három nyelvjárási zónát lehet egymástól jól elkülöníteni, amelyek az alábbiak:
1. Parinacota tartomány az ország északkeleti csücskében, meglehetősen archaikus nyelvhasználattal, mintegy 4500, főleg ajmara eredetű lakossal;
2. Chiloé nyelvhasználata (dialecto chilote), amely nem kizárólagos a szigeten, hanem szintén jellemző a szomszédos szigetekre, valamint Llanquihue tartomány déli részére, körülbelül 300 000 beszélővel. Archaizmusok és neologizmusok egyaránt jellemzőek.
3. Cautín tartomány falusi nyelvhasználata, ahol a mapuche indiánok 80%-a él (közel 380 000 fő), többségében kétnyelvűek, s nyelvük, a mapudungu jelentős hatást gyakorol az általuk beszélt spanyolra.

## Külső hivatkozások
- Nyelvjárási példa egy női beszélőtől, Valparaíso, Chile (idézet A kis herceg című regényből)
- Academia Chilena de la Lengua (Chilei Nyelvi Akadémia)
- Asociación de Academias de la Lengua Española (Spanyol Nyelvi Akadémiák Egyesülete)
- Jergas de habla hispana – online spanyol nyelvjárási és szlengszótár